# Rotula deciesdigitatus
Genre
Espèce
Synonymes
- Echinodiscus deciesdigitata Leske, 1778[1]

Rotula deciesdigitatus est une espèce d'oursins clypéastéroïdes de la famille des Rotulidae. C'est la seule espèce actuelle du genre Rotula.

## Systématique
L'espèce Rotula deciesdigitatus a été initialement décrite en 1778 par le naturaliste allemand Nathanael Gottfried Leske (1751-1786) sous le protonyme d’Echinodiscus deciesdigitata.
En 1817, le médecin et naturaliste danois Heinrich Christian Friedrich Schumacher (1757-1830) la classe sous le genre Rotula.

## Caractéristiques
La « coquille » (appelée « test ») est aplatie, circulaire et ornée d’une étoile centrale, de deux lunules antérieures et d'encoches postérieures, qui dessinent dix digitations (d'où le nom de l'espèce). 
Vivant, son corps est recouvert de fines et courtes épines mobiles, comme un duvet, qui lui donnent une couleur brune et lui permettent de s’enfouir dans le sable.

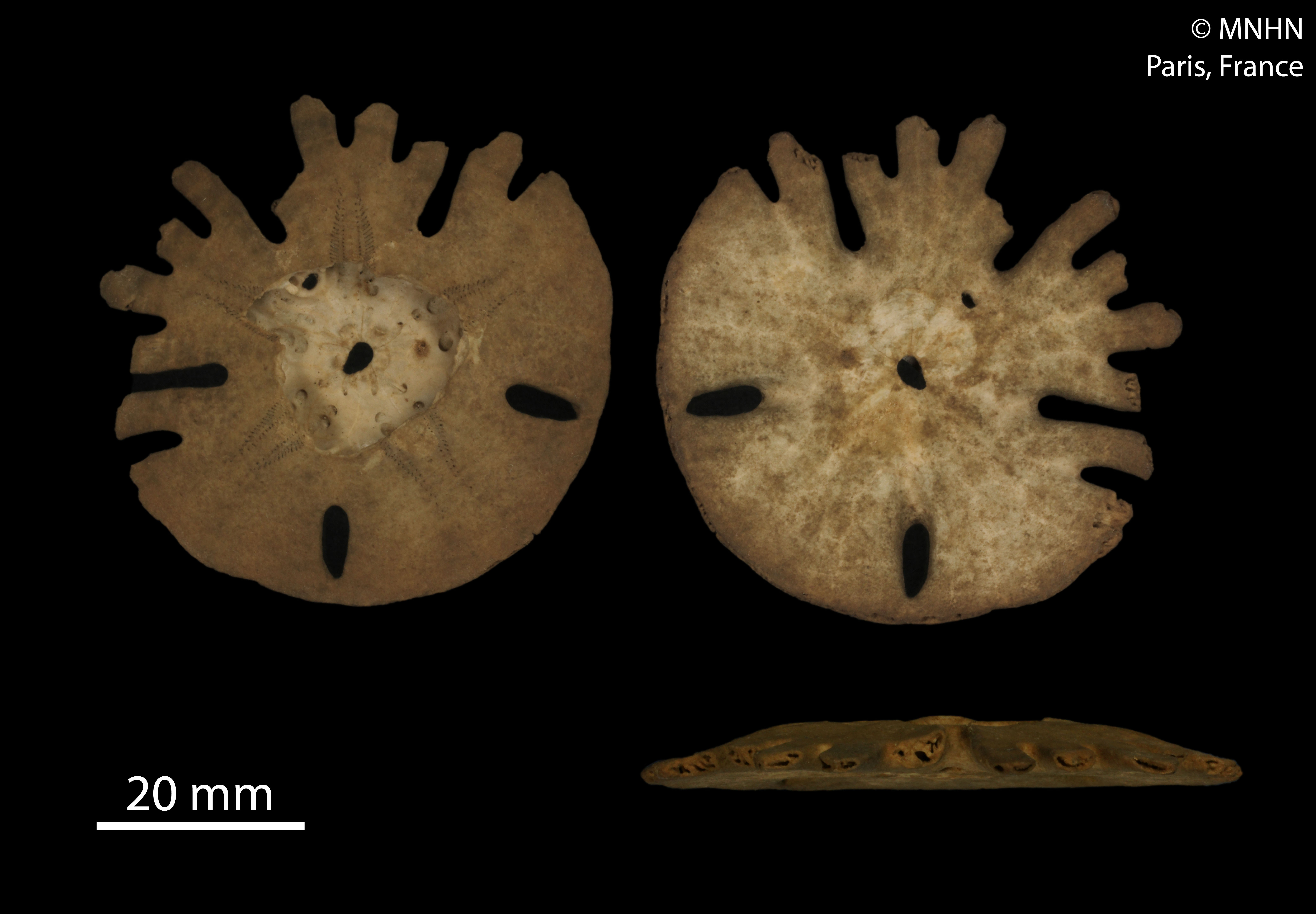
Spécimen préservé au MNHN.

## Répartition
On trouve cette espèce le long de la côte ouest de l'Afrique. 

## Hommages
Sa ressemblance avec Cthulhu vaut un certain succès à cette espèce, et le World Register of Marine Species l'a reprise dans son logo. 